# Clubiona corrugata
Clubiona corrugata là một loài nhện trong họ Clubionidae.
Loài này thuộc chi Clubiona. Clubiona corrugata được Friedrich Wilhelm Bösenberg & Embrik Strand miêu tả năm 1906.